# Mariä Himmelfahrt (Mariaberg)
Die römisch-katholische Filialkirche Mariä Himmelfahrt in Mariaberg, einem Ortsteil des Marktes Velden im niederbayerischen Landkreis Landshut, ist eine spätgotische Saalkirche aus der zweiten Hälfte des 15. Jahrhunderts, die um 1670 barockisiert wurde. Das Gotteshaus ist als Baudenkmal mit der Nummer D-2-74-183-63 beim Bayerischen Landesamt für Denkmalpflege eingetragen. Es gehört zur Pfarrei Eberspoint-Ruprechtsberg, die wiederum dem Pfarrverband Velden angehört.

## Architektur

### Außenbau
Die nach Osten ausgerichtete Saalkirche umfasst einen Chor mit einem Langjoch und Fünfachtelschluss sowie ein Langhaus mit vier Jochen. Der Chor ist nur auf der Nordseite eingezogen, da seine gegenüber der des Langhauses leicht nach Süden verschoben ist. Der Kirchturm ist nördlich, die zwei Joche umfassende Sakristei südlich am Chor angebaut. An das Langhaus ist westlich eine Vorhalle angefügt.
Der vollständig verputzte Bau wird durch Lisenen gegliedert. Die Fensteröffnungen schließen im Chor noch original spitzbogig mit schräger Laibung, während sie im Langhaus in der Barockzeit stichbogig verändert wurden. Der Turm besitzt einen hoch aufragenden, weitgehend ungegliederten Unterbau über quadratischem Grundriss. An dessen oberem Ende befinden sich spitzbogige Schallöffnungen. Darüber erhebt sich ein kurzer achteckiger Barockaufsatz, der von einer Zwiebelkuppel bekrönt ist.

### Innenraum
Chor und Langhaus werden von einem barocken Tonnengewölbe mit Stichkappen überspannt. Am Chorgewölbe befinden sich einfache, barocke Stuckaturen aus der Zeit um 1670. Dieses ruht noch auf den ursprünglichen spätgotischen Wandpfeilern, die einen rechteckigen Grundriss aufweisen und an den Kanten teils einfach gefast, teils mit Kehle und Fase profiliert sind. Teilweise wurden die Wandpfeiler zu Pilastern verändert. Die Stichbögen sind barock ausgerundet. Der ebenfalls rundbogig veränderte Chorbogen ist an den Ostseite mit einer Kehle zwischen Fasen profiliert.
Die Sakristei und der Raum im Turmuntergeschoss weisen jeweils spätgotisches Kreuzgewölbe auf, bei dem – wohl in der Barockzeit – die Rippen und Konsolen abgeschlagen wurden. Die Zugänge zu diesen Räumen sind spitzbogig. Der Sakristei ist doppelt gefast, während der Zugang zum Turm einfach gekehlt ist. Die Sakristeitür ist mit einem schweren, schmiedeeisernen Beschlag in Lilienform versehen.

## Ausstattung
Die qualitätvolle Ausstattung ist größtenteils im Stile des Rokoko gehalten.

### Hochaltar
Der Hochaltar wurde um 1750 geschaffen. Sein stattlicher Aufbau wird von zwei Rundsäulen und zwei Pilastern getragen. Anstelle eines Altarblatts befindet sich unter einem Baldachin eine qualitätvolle, spätgotische Holzfigur der Mutter Gottes mit Kind aus der Zeit um 1430/40. Die mit Schmucksteinen besetzte, weißkupferne Krone und das Zepter der Maria wurde im Jahr 1730 von dem Veldener Goldschmied Johann Daumann geschaffen. Die Figurengruppe ist mit einem Strahlenkranz hinterfangen. Sie wird von zwei lebensgroßen Seitenfiguren flankiert. Im Auszug ist Gott Vater dargestellt.

### Seitenaltäre
Die Seitenaltäre wurden von dem Schreiner Veit Crantsperger aus Vilsbiburg 1758 gefertigt. Erst 1760 wurden sie in Mariaberg aufgestellt und zu diesem Anlass Crantsperger um zwei Antependien ergänzt, die von dem Vilsbiburger Maler Balthasar Clausner gefasst wurden. Die Altäre umfassen zwei Säulen und zwei Seitenfiguren. Das Altarblatt des nördlichen (linken) Seitenaltares ist ein Gemälde der heiligen Anna. Außerdem befindet sich an diesem Altar eine spätgotische Holzfigurengruppe der Anna selbdritt, sitzend, aus der Zeit um 1500. Auf dem Altarblatt des südlichen (rechten) Seitenaltares ist die Heilige Familie dargestellt, im Auszug Gott Vater und Heilig-Geist-Taube, die die Heilige Dreifaltigkeit komplettieren.

### Kanzel
Die Rokoko-Kanzel wurde 1768 von dem Veldener Schreiner Heinrich Hobmann, dem Vilsbiburger Bildhauer Johann Paul Wagner und dem Veldener Maler Johann Georg Liechtmannegger geschaffen. Sie umfasst einen geschweiften Korpus und einen ebensolchen Schalldeckel. Der Korpus ist mit geschnitztem Rokokomuschelwerk verziert und mit vier Engelsfiguren besetzt, die symbolisch für die vier zum Entstehungszeit der Kanzel bekannte Erdteile Europa, Asien, Afrika und Amerika stehen. An dem mit Quasten verzierte Schalldeckel befinden sich drei weitere Engel, die für die drei göttlichen Tugenden Glaube, Hoffnung und Liebe stehen.

### Orgel
Die Orgel wurde um 1845 von dem Passauer Orgelbauer Adam Ehrlich errichtet und ist als Brüstungswerk ausgeführt. Sie ist in einem nachklassizistischen Prospekt untergebracht. Das Schleifladeninstrument mit mechanischen Spiel- und Registertrakturen umfasst fünf Register auf einem Manual und einem fest angekoppelten Pedal. Die Disposition lautet wie folgt:
| Manual CDEFGA–c3 |           |    |
| 1.               | Copel     | 8′ |
| 2.               | Principal | 4′ |
| 3.               | Piffara   | 4′ |
| 4.               | Mixtur    | 2′ |

| Pedal CDEFGA–a |        |     |
| 5.             | Subbaß | 16′ |

Die Orgel wurde 1869 von Alois Rubenbauer aus München, 1900 von Franz Xaver Riederer aus Landshut und um 1970 von Ludwig Wastlhuber restauriert.